# Giuseppe Zeno
Giuseppe Zeno (Cercola, 8 de mayo de 1976) es un actor italiano de cine, teatro y televisión.

## Carrera
Giuseppe Zeno nació en Cercola (Nápoles), pero vivió en la cercana Ercolano y en Vibo Marina (fracción de Vibo Valentia). Asistió al Instituto Náutico en Pizzo y recibió un diploma como capitán de barco, y luego asistió a la Academia de Artes Dramáticas en Calabria.
En 1997 debutó en el teatro en la tragedia griega Las troyanas de Eurípides. Luego participó en producciones teatrales en Argentina y otros países de América del Sur.
Zeno también apareció en varias series de televisión, como Los Soprano, Incantesimo, Carabineri, Un Posto al Sole, Guardacostas, Moscati, el médico de los pobres, Rossella, Squadra antimafia - Palermo oggi, Il clan dei camorristi, como el jefe Francesco Russo O'Malese, L'onore e il rispetto, donde interpretó el papel principal de Santi Fortebracci, y Il paradiso delle signore.

## Vida personal
El 20 de agosto de 2016, Zeno se casó con la actriz italiana Margareth Madè en una ceremonia católica. La pareja tuvo dos hijas: Angelica (nacida el 8 de noviembre de 2017) y Beatrice (nacida el 4 de septiembre de 2020).

## Filmografía

### Teatro
- Las troyanas (1997)
- Non tutti i ladri vengono per nuocere (1998)
- Gli imbianchini non-hanno ricordi (1998)
- La frontiera (1999)
- Babilonia (2000)
- Orestíada (2001)
- El sueño de una noche de verano (2001)
- Medea (2002)
- Panorama desde el puente (2003–2005)
- La lingua pugnalata (2004)
- Il vento (2006)
- Bang! ...ancora un giallo a Fumetti!?! (2011)
- Il compleanno di Baudelaire (2013)

### Películas
- La mia generazione (1996)
- Un mondo d'amore (2002)
- DeKronos – Il demone del tempo (2005)
- Liberarsi – Figli di una rivoluzione minore (2008)
- La fabbrica dei tedeschi (2008)
- Francesco di Paola – La ricerca della verità (2009)
- Il sesso aggiunto (2011)
- Tenderness (2017)
- The Ritual Killer (2022)

### Televisión
- Piccoli angeli (1994)
- La voce del sangue (1999)
- Los Soprano (2000)
- Incantesimo (2002–2003)
- Carabinieri (2003)
- Un Posto al Sole (2004–2005)
- Guardacostas (2005–2007)
- L'onore e il rispetto (2006, 2009)
- Assunta Spina (2006)
- Graffio di tigre (2007)
- Moscati, el médico de los pobres (2007)
- Fuga con Marlene (2007)
- Artemisia Sanchez (2008)
- Pane e libertà (2009)
- Gli ultimi del Paradiso (2010)
- Rossella (2011)
- Squadra antimafia - Palermo oggi (2011)
- Il clan dei camorristi (2013)
- Manos dentro de la ciudad (2014)
- Il paradiso delle signore (2015)
- La sonata del silencio (2016)
- Scomparsa  (2017)
- Tutto può succedere (2018)
- Mentre ero vida (2019)
- Imma Tataranni - Sostituto procuratore (2019)
- Come una madre (2020)
- Mina Settembre (2021)
- Storia di una famiglia per bene (2021)
- Luce dei tuoi occhi (2021)
- Blanca (2021)
- Tutto per mio figlio (2022)
- La vita che volevi (2024)